# Иван Антић (писац)
Иван Антић (Јагодина, 1981) српски је писац и преводилац.

## Биографија
Рођен је у 1981. години у Јагодини. Студирао књижевност и филозофију у Београду. Књига прича Тонус објављена му је 2009. године у едицији Прва књига Матице српске. Приче су му преведене на енглески, немачки, пољски, албански и словеначки језик и заступљене у антологијама и зборницима у земљи и иностранству. Уређивао је часопис Знак.
Преводи са словеначког. Од 2012. године живи у Љубљани.
Члан је Српског књижевног друштва.

## Објављена дела
- Тонус, Матицa српскa, Нови Сад, 2009.

### Антологије, зборници, избори
- Изван коридора – најбоља кратка прича 2011. (Подгорица, 2011)
- Плејлиста с почетка века (Београд, 2011)
- (Приштина, 2011)
- Пуцања (Београд, 2012)
- (Љубљана, 2014)

## Ауторски избори
Са Славољубом Марковићем приредио избор прича ауторки и аутора рођених након 1975. године – Плејлиста с почетка века (Прича, бр. 14, Београд).

## Преводи
Преводе поезије, прозе и есеја са словеначког објављивао је у периодици.